# 白寶珠

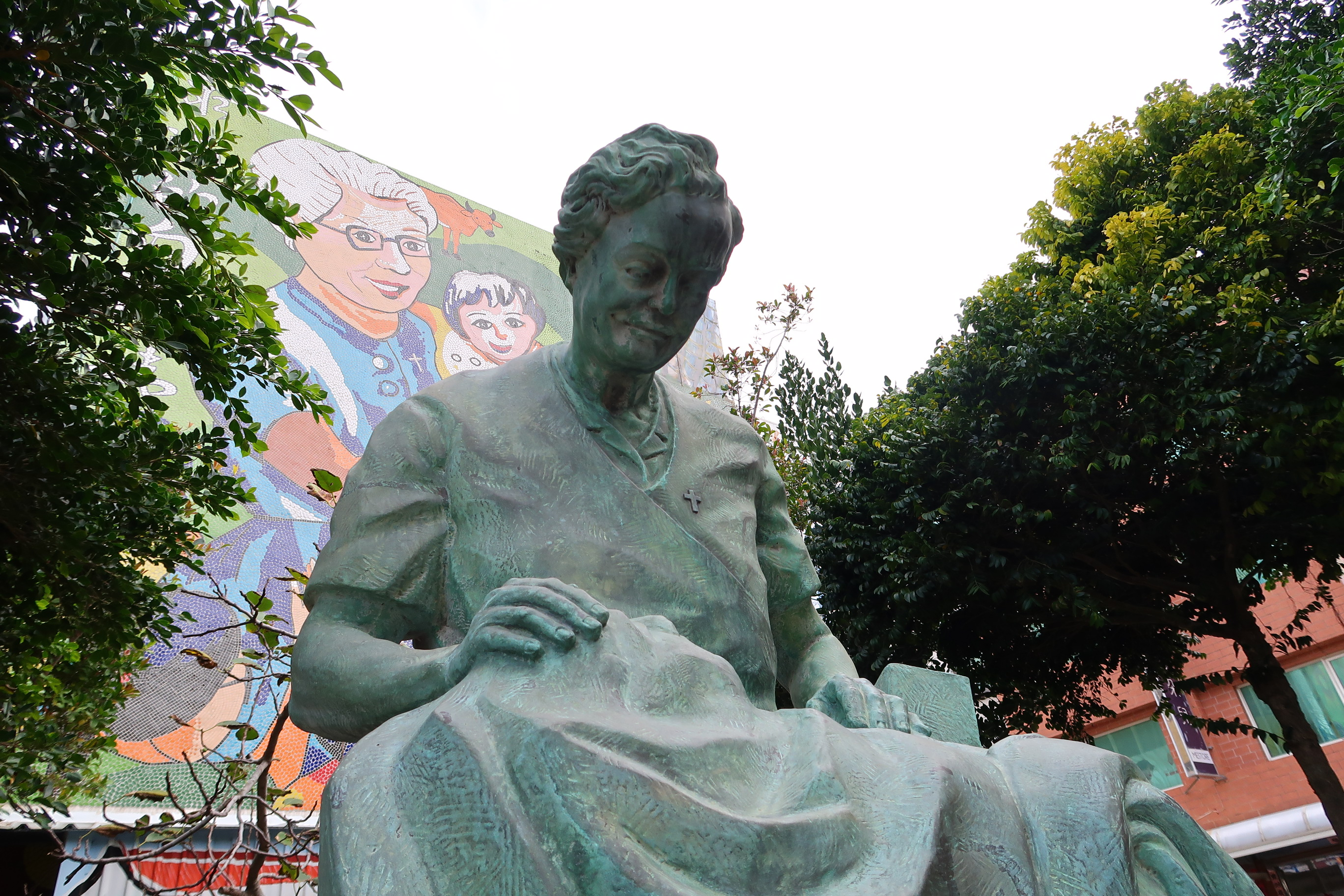
白寶珠宣教士塑像（位於台灣澎湖縣馬公市的慈暉園）

白寶珠（1919年5月30日—2008年4月8日），人稱白姑娘或白阿姨，是一位美國籍傳教士及護理師。她曾在臺灣及澎湖地區長年專為痲瘋病患者及其家庭服務。

## 生平
1919年，白寶珠在河南省雞公山出生，她的父母都是美國信義會的宣教師。1926年，她與親友在當地遭猛烈砲火波及，但被施肯恩醫師與紅十字會營救離開；此後，她與家人遷回明尼蘇達州諾斯菲爾德繼續求學，並曾在施肯恩醫師位在丹佛的診所上班。1941年，她自聖尤拉夫學院取得生物學和社會學的學士學位。1944年，她在費爾威護理學校（Fairview Nursing School）經護理教育訓練成為一位註冊護理師（registered nurse，縮寫RN）。畢業後，她曾應聖尤拉夫學院聘請在該校健康系從事護理工作；但是，她還是不忘前往中國的志向。1946年，她終於再度應信義會差派同其他宣教士與留學生從舊金山乘軍艦航向中國；但是，她的父親在隔年即去世，中國境內戰事也再度爆發。她雖堅持隨中華民國國軍一路向南撤退，但最終仍於1949年7月返回美國。此後，她曾在施肯恩醫師的診所協助，也曾至西北航空應徵空服員。不久，她收到一封來自孫理蓮宣教士的信件，邀請她來到臺灣的樂生療養院服務痲瘋病患者。
1952年（民國41年）底，她在基督教信義會指派下前往臺灣的樂生療養院，擔任護理師照顧痲瘋病患者。1955年，她與潘錦章開始在澎湖推展漢生氏病「全人、全程、全家、全社區之關懷」的進階社區護理執業模式，以澎湖醫院「特別皮膚科門診」為中心、「家庭訪視」為輔，展開澎湖地區痲瘋病患者全方位照護工作。
1958年及1974年，她分別得到聖尤拉夫學院頒發榮譽校友獎及榮譽博士。
1989年（1990年），她榮獲澎湖縣政府頒發榮譽縣民以及全國好人好事代表。1994年，她獲得第四屆醫療奉獻獎。
1999年，她以教會宣教士身分退休，並選擇定居澎湖。2002年，她獲中華民國內政部頒授外僑永久居留證。2007年，她獲總統陳水扁特別頒授紫色大綬景星勳章。此時，她雙腿患有退化性關節炎、心臟有衰竭症狀，兩眼更幾乎看不見。
2008年4月8日，她過世於澎湖醫院護理之家；她的家人隨後依遺囑將骨灰撒入澎湖海域。2008年4月23日，總統陳水扁再度頒發褒揚令。

## 語錄
- 「不要怕，只要信！」 [15]
- 「澎湖，是我的家。」
- 「把我的骨灰，撒向澎湖的大海......」（遺囑）[6]

## 相關著作

### 書籍
- 《臺灣推動進階護理的典範：白寶珠女士》（3版），余玉眉，華杏出版股份有限公司，2017。[16]
- 《澎湖阿嬤白寶珠》，台灣基督長老教會總會教育委員會，2017。
- 《上帝差遣在澎湖的天使白寶珠宣教士紀念文集1919-2008》，基督教信義會。[17]

### 紀錄片
- 《永不停歇的腳步－紀念白寶珠逝世週年》，好消息電視台。[18]
- 《永遠的白阿姨》，好消息電視台。[17][19]

## 紀念
- 澎湖馬公市街頭有一尊她的立姿雕像。[20]
- 澎湖馬公市有一座描繪她與病人的坐姿雕像。[21][22]

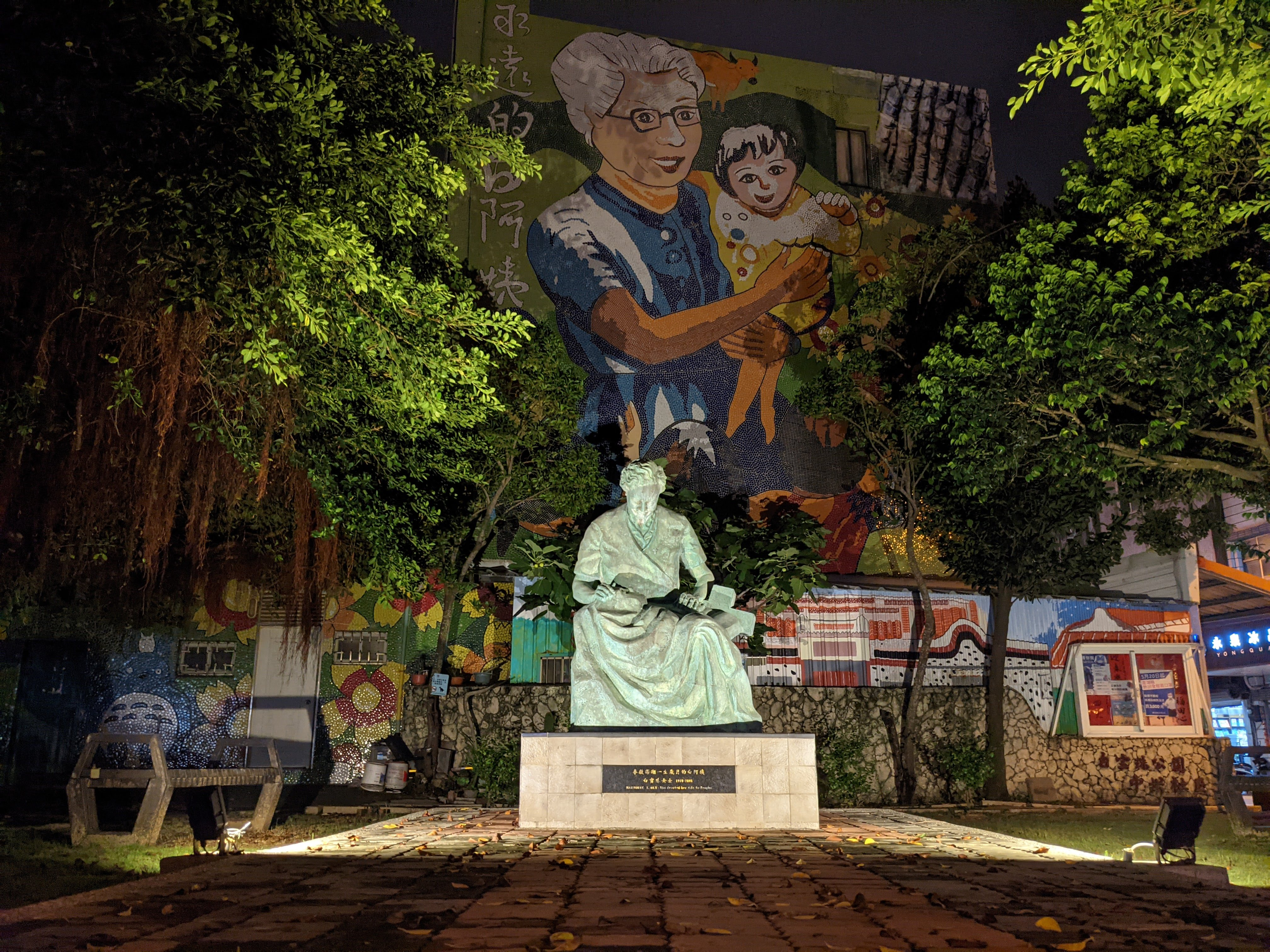
白寶珠塑像夜景。

- 財團法人道真護理教育研究基金會設有「白寶珠護理獎學金」。[23][24][25]
- 澎湖馬公市設有白寶珠紀念公園。[26]

## 延伸閱讀
- 從機構隔離至在地門診治療－以澎湖地區癩病防治為例(1930-1990) （页面存档备份，存于）

]